# Siricoidea
La superfamilia Siricoidea es un grupo arcaico del orden Hymenoptera, que incluye seis familias xilófagas de Symphyta, (cuatro de ellas extintas). El grupo contó con numerosas especies a comienzos del Terciario y durante el Mesozoico, sin embargo varios taxones han sobrevivido hasta la actualidad, incluida la familia Anaxyelidae, la cual recientemente ha sido asociada a este grupo (anteriormente estuvo ubicado en Xyeloidea). El ovipositor de la hembra es generalmente largo, se proyecta hacia atrás, y suele taladrar la madera.

## Familias
Estas seis familias pertenecen a la superfamilia Siricoidea:
- Siricidae
- Xiphydriidae (a menudo tratado como una superfamilia, Xiphydrioidea)
- † Daohugoidae
- † Protosiricidae
- † Pseudosiricidae
- † Sinosiricidae